# Seeberg
Seeberg (též Ostroh) je hrad v Ostrohu, části obce Poustka v okrese Cheb v Karlovarském kraji. Je chráněn jako kulturní památka.

## Historie
Ostrožna, na níž stojí hrad, byla osídlena již od pravěku. Předchůdcem hradu bylo sídliště nebo hradiště z mladší až pozdní doby bronzové osídlené lidem kultury popelnicových polí.
Předpokládá se, že Seeberg byl postaven okolo roku 1200 jako sídlo některého z chebských ministeriálů. První písemná zmínka však pochází z roku 1322, kdy se stal součástí majetku, který Ludvík IV. Bavor zastavil králi Janovi Lucemburskému. Od roku 1398 hrad spravovalo město Cheb, ale v roce 1435 císař Zikmund Lucemburský Seebertg daroval kancléři Kašparu Šlikovi. V roce 1461 hrad ve velmi špatném stavu koupil chebský radní Kašpar Juncker. Po jeho smrti se majiteli stali bratři Konrád a Jošt z Neuberga. Během této doby byl hrad silně poškozen v dlouholeté válce Neubergů s Jorgem Zedtwitzem, který obýval blízký hrad Libá. V roce 1648 byl hrad dobyt, vykraden a vypálen Švédy pod velením generála Königsmarka. V té době ho vlastnil Vít Dětřich ze Steinheimu, který ho poté nechal opět opravit.
V roce 1703 se stal Seeberg opět majetkem města Chebu. V průběhu času hrad několikrát zpustl a patrně kvůli nedostatku peněz byl opravován na etapy. Úpravy J. Pröckla (které hradilo město Cheb) z let 1905–1915 zachránily hrad před úplným zničením, avšak po druhé světové válce zůstal hrad Seeberg opět sám a bez jakékoliv pomoci. Kdyby se jeho rekonstrukce neujalo v sedmdesátých letech 20. století Městské muzeum ve Františkových Lázních, hrad by dnes pravděpodobně již nestál. V roce 1990 byl Seeberg otevřen veřejnosti. Jeho současný stav je velmi dobrý, a je turistickým lákadlem nejen pro české, ale i německé turisty. V roce 2007 byla zprovozněna naučná stezka Okolí hradu Seeberg. Zahrnuje například okolní mlýn, kostel svatého Wolfganga, mlýn, kapličku či Kachní rybník.

## Stavební podoba
Z archeologických poznatků vyplývá, že jádro hradu zaujímalo menší plochu, než je rozsah dnešní zástavby. Hrad s dvoudílnou dispozicí stojí na skalnatém ostrohu nad Slatinným potokem. Prostor předhradí je zastavěn mladší hrázděnou zástavbou. V hradním jádře se částečně dochovala románská hradba s branou, k jejíž budově byla u severovýchodního nároží později přistavěna věžovitá románská stavba. Původní rozsah jádra byl před rokem 1349 zmenšen, zadní část oddělena hradbou s brankou a zástavba v ní byla zbořena. Během některé z gotických úprav vznikl parkán obíhající původně celé jádro, a protáhlá, částečně vysunutá brána.
Současná podoba předhradí je výsledkem úprav v novověku a nemá nic společného s gotikou.

## Expozice

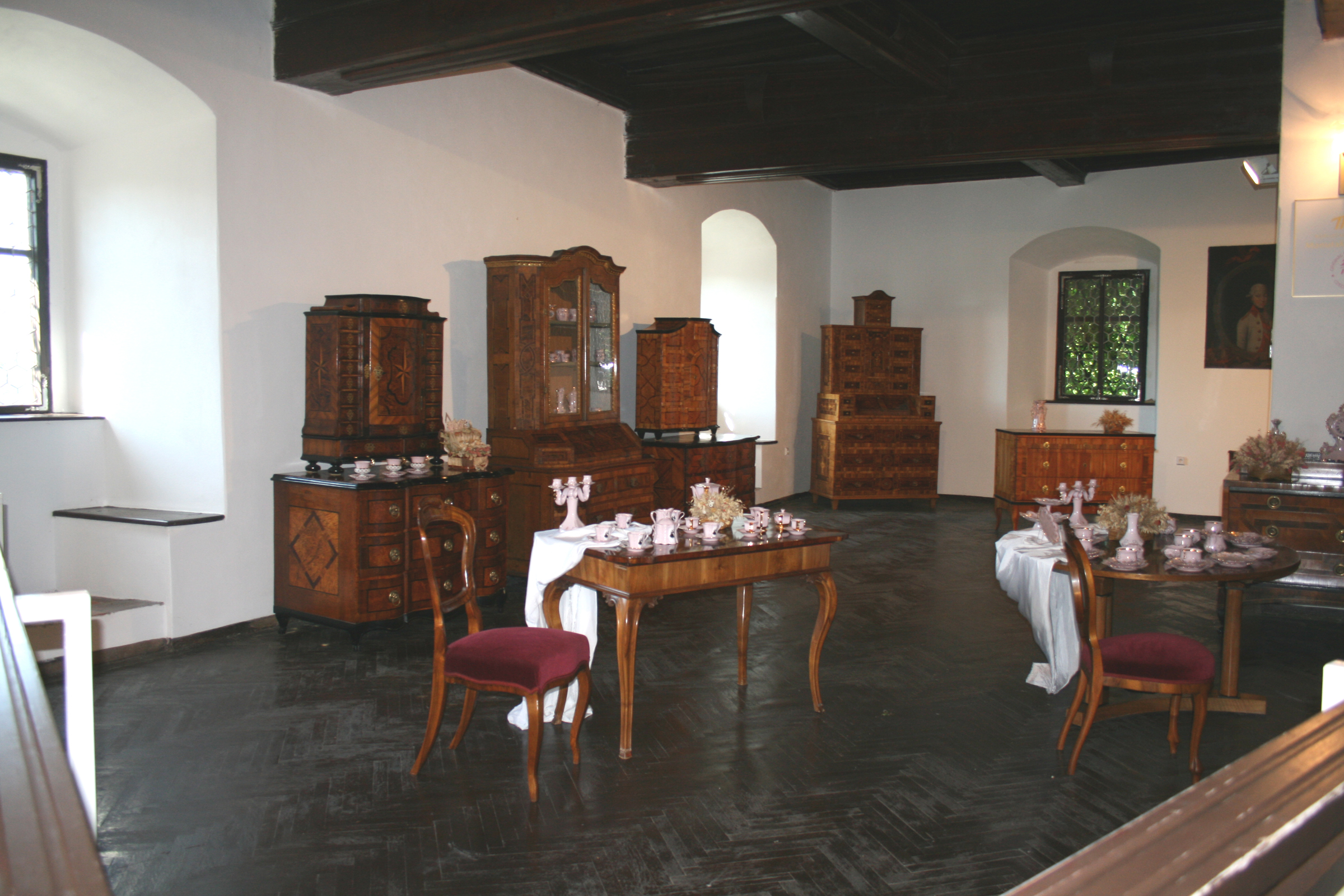
Interiér hradu s výstavou porcelánu

V předhradí stojí hrázděná stodola z poloviny 18. století, čeledník ze stejného období a dvě stavby na hrad přenesené: věžová sýpka z roku 1717, která stávala ve vesnici Mlýnek a kůlna z roku 1809 (jsou to ukázky lidové architektury Chebska). Ve vlastním hradu se nachází výstava slohového vývoje interiérů 19. století od empíru až po takzvaný Chippendale. Dále se zde nachází výstava skla a porcelánu nejznámějších českých firem. V přilehlých hospodářských budovách je umístěna výstava skanzenového typu věnovaná vesnickému životu 18. století na Chebsku. Obsahuje například tradiční oděvy a nástroje té doby, nebo model hrázděného statku chebského typu. V roce 2011 zpřístupněna sklepení hradu a instalovány nové expozice: Goethe a jeho lásky, Chebský kat Karel Huss, zbrojnice a knihovna. Od roku 2014 je v prostorách bývalé hradní restaurace otevřena expozice Smrt Valdštejna, historie jedné krvavé vraždy.